# Saint-Loup-sur-Semouse
Saint-Loup-sur-Semouse – miejscowość i gmina we Francji, w regionie Burgundia-Franche-Comté, w departamencie Górna Saona.
Według danych na rok 1990 gminę zamieszkiwało 4677 osób, a gęstość zaludnienia wynosiła 283 osoby/km² (wśród 1786 gmin Franche-Comté Saint-Loup-sur-Semouse plasuje się na 27. miejscu pod względem liczby ludności, natomiast pod względem powierzchni na miejscu 165.).